# ザ・ジャネット
ザ・ジャネット（THE JANET）は、1973年から1975年まで活動した日本のロックバンド。一般的に、松尾一彦と大間ジローがオフコース加入前に所属していたグループとして知られる。定冠詞の「ザ」を省略し、単に「ジャネット」と呼ばれたり、表記される事も多い。田辺エージェンシー系列の事務所に所属していた。

## 概略
大舘在住のバンドマン陸川明彦が「一緒に東京に出てプロになろう」と大間仁世（のちの大間ジロー）に持ち掛けたことが、バンド結成の始まりである。
この新バンド計画がスタートすると、陸川は「ギターとボーカルは松尾一彦しかいない」と発言。
松尾は地元のバンドマン界隈では有名人で、1972年夏当時高校3年生だった大間も、松尾一彦のロックンロールを歌う姿を見て度肝を抜かれ、陸川と同じ思いを持っていた。そこで翌年1月、大間は松尾の通う秋田県立能代高等学校に直接電話を入れてバンドに勧誘。「上京して『ロックンロールコンテスト（ロックンロール振興会主催）』に出場しよう」と熱心に誘って、バンドに入れた。
そして、リードギターには、当時埼玉の大学生で大間の学校の先輩の佐々木克見が入った。
結成時のバンド名は「ドナルドダック」。メンバー全員の身長が低かったことから陸川が命名した。
早速バンドは「ロックンロールコンテスト」に出場して準優勝。その副賞として約束されていた日比谷野外音楽堂での「ロックンロールカーニバル」に出演した。後に松尾、大間とオフコースのメンバーとして活動を共にする清水仁が所属していたザ・バッド・ボーイズとはこの時、初めて遭遇・対バンしている。その後、またあてのない練習の日々が続き、その間に方向性の違いからリーダーの陸川が脱退。幾度のオーディションを経て、松尾の高校時代の同級生だった大塚幸雄が加入した。
1973年秋、彼らは日本テレビのアマチュアバンド・コンテスト番組『キンキン&ムッシュのザ・チャレンジ!!』への出場を決断。バンド名を「ザ・ジャネット」に改名して出場、12月30日に北海道のふきのとうを破り、初代優勝者に輝いた。優勝の約束として、東芝EMIより「美しい季節/恋はサーカス」でデビュー。その際にドナルドダック時代の縁でロックンロール振興会の関係者がザ・ジャネットのために立ち上げた事務所に所属、メンバーは全員改名した（以下を参照）。
1作目シングルでオリコン50位以内（北海道では1位記録）に入るスマッシュヒットであったものの、これを含めた以降の発表曲はほとんど、彼らのオリジナルの曲ではなく、阿久悠、平尾昌晃、東海林修といった職業作家によって作られたものであり、歌謡曲風の曲調であったため、彼らの方向性、演奏に戸惑いが生じていた。その上、演奏や公開録音のために地方に行ったものの、手違いなどで出番がなかったりなど、散々な目に遭う日々だった。
そんなある日、マネージャーの自宅付近の焼肉屋でマネージャー夫婦と食事をしていた時、ふとしたことから大きな言い争いになってしまい、店内は荒れ、メンバーはマネージャーに殴られてしまう。この一件により事務所は解散、一時的に東芝EMI宣伝部（通称ハゲプロ）預かりになったのち、ダウン・タウン・ブギウギ・バンドの所属するサンシャインミュージックに移籍。しかし、その事務所はいわゆる「つっぱりバンド」がメインだったために、社長命令で長髪にハサミを入れることに。さらに新曲の最高のプロモーションになるとして、散髪の様子をテレビ東京の番組で放映。その後も社長によって、短髪にスカジャンといったいわゆる横須賀のツッパリ格好をすることになり、彼らのイメージは変わっていった。やがて、こういったプロモーションは、いわゆる色物扱いにつながり、彼らの音楽性は取り上げられることなく、バンドとしての手ごたえをつかむこともできなかった。そして、大間は松尾と相談の上、メンバーに解散の意向を伝える。こうして1975年12月、今は無き渋谷ジァン・ジァンでの解散ライブを最後に、ザ・ジャネットはその活動に幕を閉じた。
バンド解散の翌年である、1976年5月から大間はプロデューサーだった武藤敏史の誘いでオフコースに参加、松尾も大間から少し遅れてオフコースに参加した。

## メンバー

### 解散時メンバー
佐々木かつみ（ささき かつみ）リードギター
本名：佐々木克見。秋田県立大館鳳鳴高等学校卒業。陸川脱退後のバンドのリーダーであり、大間の高校で一学年上だった。空手が得意だった。解散後は、大手生命保険会社に転職した。結成から解散まで在籍。
松尾ジュン（まつお じゅん、1954年8月7日 - ）ギター
本名：松尾一彦。秋田県山本郡八森町（現：八峰町）出身。秋田県立能代高等学校卒業。幼い頃から音楽に目覚め、早5歳で作曲したという。バンド解散ののち、東芝EMIでの配送アルバイトを経て、オフコースに加入した。作曲家としての顔もあり、オフコース在籍時から他のアーティストに曲を提供している。1986年ソロデビュー。歌手活動の傍ら、プロデューサー業や斉藤和義の「歩いて帰ろう」の編曲、地元・秋田の学校の校歌作曲を手掛けるなど、現在に至るまで音楽活動の幅が広い。ザ・ジャネット解散以降は芸名を本名に戻している。大間によると、本人はこの芸名を嫌っているという。結成から解散まで在籍。
大間ジロー（おおま ジロー、1954年5月14日 - ）ドラムス
本名：大間仁世（おおま ひとせ）。秋田県鹿角郡小坂町出身。秋田県立大館鳳鳴高等学校卒業。高校時代に松尾と出会い、オフコースなど、現在に至るまで音楽活動を共にしている。現在は活動の拠点を地元・秋田に移している。結成から解散まで在籍。
大塚ケン（おおつか ケン）ベース
本名：大塚幸雄。秋田県立能代高等学校卒業。1973年8月、陸川の脱退に伴い、加入した松尾の高校時代の同級生。解散後は、とんぼちゃんのサポートメンバーとして活動した後、業界から引退。今は秋田市内でホテル・レストランの店長をしている。

### 脱退メンバー
陸川明彦（りくかわ あきひこ）ベース
大館在住だったオリジナルメンバーのベーシスト。結成から脱退までの間、リーダーを務めていた。1973年8月に脱退した後は、秋田に帰り、自らのバンドを結成し活動した。現在は現役を退き、イベントプロデューサーをしている。大間によると、物怖じせず行動力のある性格だったという。

## ディスコグラフィ

### シングル
1. 美しい季節 ⁄ 恋はサーカス （1974年3月20日）
2. 渚のあの人 ⁄ POP ON THE SAND （1974年7月20日）
3. あなたへ ⁄ 何が君をそうさせる （1974年12月20日）
4. あの娘の胸に途中下車（作曲：大間仁世） ⁄ セピア色の写真（作曲：松尾一彦） （1975年7月20日）※メンバーが作曲した唯一のシングル、アルバム未収録。

### Green Speed Way（1974年10月5日） - 1983年6月21日再発 2012年1月25日CD化（リマスター）
収録曲
1.スウィーター
2.恋はサーカス
3.銀河の世界
4.白い部屋
5.スウィート・ジャネット
6.渚のあの人
7.グリーン・スピードウェイ
8.くちぶえの讃美歌
9.ポップ・オン・ザ・サンド
10.落葉の街
11.美しい季節
12.風…

## エピソード
- Alfie（現在のTHE ALFEE）とは同じ系列の所属事務所（田辺エージェンシー）であった。Alfieとは同期デビューで、松尾と大間はAlfieの3人とは同学年であった。
  - 1980年代のALFEEのブレイク前に、ALFEEの3人で神奈川県民ホールに、オフコースのライブを観に行き、同期の松尾と大間に大いに刺激を受け、またステージも参考になったという（坂崎幸之助談）。
- ケンカ別れした最初のマネージャーは、キャロルの事務所から独立してきた人間だった。その縁から、矢沢永吉とは親交があり、当時はベースを貸してもらったりしていた。渋谷区宇田川町のジャネットの事務所にもよく訪ねてきており、彼らを励ましたり、酔っぱらって自作曲を弾き語りしたり、不遇な時代のエピソードや夢（のちに成り上がりとして世に出た話の生トーク）をよく語っていたという。
- デビュー曲「美しい季節」は、アビー・ロード・スタジオでレコーディングされる予定だったが、実際に行ってみると手違いからか予約が入っておらず閉まっていた。結局、東芝の第1スタジオで高中正義、田中清司、羽田健太郎ら腕利きミュージシャン演奏の下、レコーディングが行われた。
- 最後の所属事務所サンシャインミュージックでは、同じ秋田出身であることからダウン・タウン・ブギウギ・バンドのドラマーである相原誠に可愛がってもらっていた。